# Мария фон Холщайн-Шаумбург
Мария фон Холщайн-Шаумбург (на немски: Maria von Schauenburg-Holstein; * ок. 14 октомври 1559; † 3 или 13 октомври 1616, Вилденбург, Бронкхорст) е графиня от Шауенбург и Холщайн-Пинеберг, наследничка на господство Гемен, и чрез жентитба графиня на Лимбург-Бронкхорст и господарка на Щирум.

## Произхид
Тя е дъщеря на Ото IV фон Холщайн-Шаумбург († 1576) и втората му съпруга Елизабет Урсула фон Брауншвайг-Люнебург († 1586), дъщеря на херцог Ернст I фон Брауншвайг-Люнебург († 1546) и на София фон Мекленбург-Шверин († 1541)
Мария умира на 3 или 13 октомври 1616 г. във Вилденбург и е погребана в Боркуло в Гелдерланд.

## Фамилия
Мария фон Холщайн-Шаумбург се омъжва на 2 март или на 26 септември 1591 г. в Детмолд за граф Йобст фон Лимбург-Щирум (1560 – 1621), първият син на граф Херман Георг фон Лимбург-Щирум (1540 – 1574) и съпругата му графиня Мария фон Хоя (1534 – 1612). Te имат децата:
- Херман Ото (* 3 септември 1592, † 17 октомври 1644)

∞ 22 март 1618 за Анна Магдалена, фрайин Шпиз фон Бюлесхайм цу Фрехен (1595 – 1659)
- Георг Ернст (* 29 август 1593, † 1 септември 1661)

∞ 24 май 1631 в Щайнфурт за Магдалена фон Бентхайм (1591 – 1649), дъщеря на граф Арнолд IV фон Бентхайм-Текленбург
∞ 13 януари 1656 графиня София Маргарета фон Насау-Зиген (1610 – 1665)
- Вилхелм Фридрих (* 31 август 1594, † 1 април 1635)
- Йохан Адолф (* 9 юли 1596, † 1615)
- Бернхард Албрехт (* 29 август 1597, † 9 октомври 1637), граф на Лимбург-Бронкхорст, домхер в Страсбург, домкюстер в Кьолн

∞ 11 ноември 1626 за графиня Анна Мария фон Берг-Хееренберг (1605 – 1653)
- Елизабет Юлиана (* 28 октомври 1598, † 2 ноември 1641), каноник на Фреден, Елтен и Боргхорст, коадютрикс на леля си Агнес фон Лимбург-Щирум
- Анна София (* 21 март 1602, † 9 септември 1669), щифт-дама в Есен и пропстин в Релингхаузен

∞ 1623 Йохан фон Мориен и Нордкирхен (1597 – 1628)
∞ 1630 Йохан Мелхиор фон Домброик (1600 – 1658)
- Агнес Елизабет (* 18 март 1603, † 15 ноември 1641)